# Pilar (Bohol)
Pilar (Bayan ng Pilar) är en kommun i Filippinerna. Kommunen tillhör provinsen Bohol och ligger på ön med samma namn. Folkmängden uppgår till 25 095 invånare.

## Barangayer
Pilar är indelat i 21 barangayer.
| - Aurora - Bagacay - Bagumbayan - Bayong - Buenasuerte - Cagawasan - Cansungay - Catagda-an - Del Pilar - Estaca - Ilaud | - Inaghuban - La Suerte - Lumbay - Lundag - Pamacsalan - Poblacion - Rizal - San Carlos - San Isidro - San Vicente |